# Jānis Bērziņš-Ziemelis
Jānis Bērziņš-Ziemelis, Jan Antonowicz Berzin, ros. Ян Антонович Берзин (ur. 11 października 1881, zm. 29 sierpnia 1938 w miejscu egzekucji Kommunarka pod Moskwą) – komunista łotewskiego pochodzenia, dyplomata, minister w rządzie marionetkowej Łotewskiej Socjalistycznej Republiki Radzieckiej (grudzień 1918–1919).

## Życiorys
Urodził się w rodzinie chłopskiej w guberni inflanckiej, z zawodu był nauczycielem. Działalność polityczną zaczął w 1902, zostając członkiem Socjaldemokratycznej Robotniczej Partii Rosji, w której pełnił funkcję sekretarza oddziału petersburskiego. Sześć lat później wyemigrował na Zachód, gdzie wziął udział w konferencji w Zimmerwaldzie w 1915. W 1917 został wybrany w skład Komitetu Centralnego SDPRR. W 1918 mianowany przedstawicielem Rosji sowieckiej przy Konfederacji Szwajcarskiej (kwiecień 1918). Jesienią 1918 misja sowiecka została wydalona przez Bundesrat z terenu Szwajcarii (pod zarzutem szpiegostwa i działań prorewolucyjnych), co doprowadziło do zerwania stosunków między Moskwą a Bernem.
W 1919 został  mianowany został ministrem oświaty i wychowania w komunistycznym rządzie Łotwy, a w latach 1919–1920 pełnił funkcję sekretarza generalnego Kominternu. Po rezygnacji ze stanowiska, wielokrotnie wysyłany jako poseł do krajów europejskich. W 1921 pełnił misję w Helsinkach, w latach 1921–1925 przebywał w Londynie będąc p.o. posła, następnie radcą ambasady, zaś w okresie 1925–1927 w Wiedniu. W 1927 mianowano go pełnomocnikiem Komisariatu Ludowego Spraw Zagranicznych ZSRR przy rządzie USRR. W 1932 objął posadę szefa Archiwum Państwowego ZSRR, ponadto redagował gazetę Krasnyj Archiw.
W okresie "wielkiej czystki" aresztowany 24 grudnia 1937 przez NKWD, oskarżony o "uczestnictwo w kontrrewolucyjnej organizacji terrorystycznej" i 29 sierpnia 1938 skazany na śmierć przez Kolegium Wojskowe Sądu Najwyższego ZSRR. Stracony tego samego dnia w miejscu egzekucji Kommunarka pod Moskwą i tam też pochowany anonimowo.
Zrehabilitowany 29 lutego 1956 postanowieniem Kolegium Wojskowego SN ZSRR.